# Delta del Nemunas
El Delta del Nemunas (en lituano, Nemuno delta) es el delta formado en la desembocadura del río Niemen o Nemunas en lituano, en Lituania.
Cuando alcanza el mar Báltico, el Nemunas se divide en un laberinto de ramas y canales, formando pólderes y humedales que hacen que sea un lugar muy atractivo para el ecoturismo. Los cuatro brazos principales en los que se divide el río son Atmata, Pakalnė, Skirvytė y Gilija. En el centro del delta se encuentra la isla más grande de Lituania, Rusnė (5 km²), y su pueblo epónimo. Aunque es el asentamiento humano más grande del delta, su población es de solo 2.500 personas.

## Delta
Los humedales del Delta del Nemunas son considerados de importancia internacional, de ahí que estén protegidos por el Convenio de Ramsar. Para salvaguardar la vida silvestre del delta y facilitar la investigación, se creó en 1982 el Parque regional del Delta del Nemunas. Abarca 239,5 km² y está formado por 14 reservas y un embalse. Alrededor del 20% de la zona está cubierta por agua. Desde 1999, la Sociedad lituana de ornitólogos y la Administración del parque regional del Delta del Nemunas han organizado recuentos de pájaros todos los meses de octubre. Es un acontecimiento abierto, internacional, un intento no profesional de contar cuantas más especies de aves sean posibles. Las cuentas de aves ayudan a identificar las amenazas medioambientales al bienestar de las aves o, en otras palabras, comprobar el resultado de las iniciativas de manejo medioambiental que intentan asegurar la supervivencia de especies en peligro y ayudar a la cría de especies por razones estéticas o ecológicas. El delta pasa por inundación anual, pero las mayores amenazas para su integridas son las de la contaminación, la agricultura, la industria pesquera y el turismo.

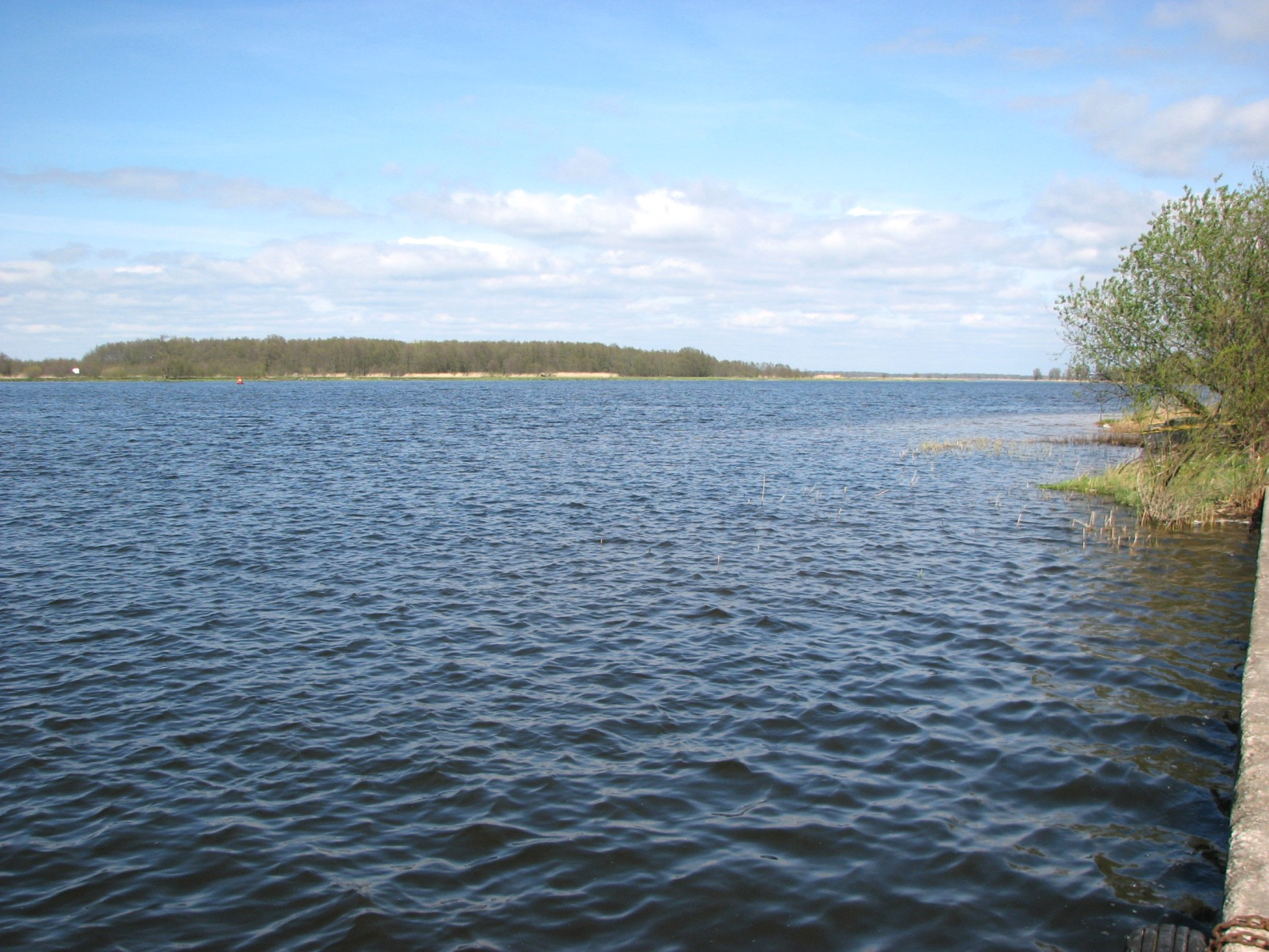
Río Atmata.

## Mapas
- Mapa del Parque regional del Delta del Nemunas
- Mapa del Delta del Nemunas
- Delta del Nemunas está en las coordenadas 55°18′00″N 21°00′00″E / 55.30000, 21.00000